# Chung Jae-woong
Chung Jae-woong (2 juni 1999) is een Zuid-Koreaanse langebaanschaatser. Hij nam in 2018 op 18-jarige leeftijd deel aan de Olympische Winterspelen in het Zuid-Koreaanse Pyeongchang. Hij werd met een tijd van 1.09,43 dertiende op de 1000m.
Familie
Chung Jae-woong is de oudere broer van Chung Jae-won. Zijn jongere broer nam eveneens deel aan de Olympische Winterspelen van 2018 en won er zilver op de ploegenachtervolging.

## Records

### Persoonlijke records
| Afstand    | Tijd    | Datum             | Baan           |
| ---------- | ------- | ----------------- | -------------- |
| 500 meter  | 34,66   | 9 maart 2018      | Salt Lake City |
| 1000 meter | 1.08,11 | 3 maart 2018      | Salt Lake City |
| 1500 meter | 1.48,33 | 16 september 2017 | Calgary        |
| 3000 meter | 3.53,13 | 26 november 2016  | Minsk          |
| 5000 meter | 7.15,59 | 23 januari 2015   | Seoel          |

(laatst bijgewerkt: 25 februari 2018)

### Wereldrecords
| Nr.  | Afstand               | Tijd    | Datum           | Baan           |
| ---- | --------------------- | ------- | --------------- | -------------- |
| jr1. | 1000 meter (junioren) | 1.08,41 | 3 december 2017 | Calgary        |
| jr1. | 1000 meter (junioren) | 1.08,11 | 3 maart 2018    | Salt Lake City |
| jr1. | 500 meter (junioren)  | 34,66   | 9 maart 2018    | Salt Lake City |

|  | = huidig wereldrecord |

## Resultaten
| Jaar | WK Sprint                | Olympische Spelen | WK Junioren      |
| ---- | ------------------------ | ----------------- | ---------------- |
| 2017 |                          |                   | 4e 500m 8e 1000m |
| 2018 |                          | 13e 1000m         | 500m · 1000m     |
| 2019 | 18e (19e, 14e, 20e, 19e) |                   |                  |
| 2020 | NS4 (28e, 20e, 15e, NS)  |                   |                  |